# بوريسلاف ميلوسيفيتش

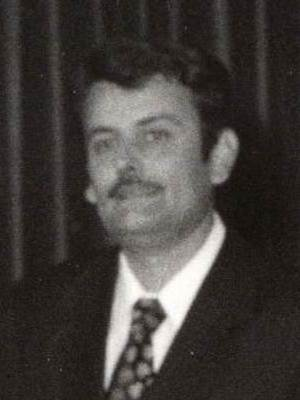

بوريسلاف ميلوسيفيتش (بالصربية: Борислав Милошевић)‏ (8 يوليو 1934 - 29 يناير 2013) كان دبلوماسيًا يوغوسلافيا عمل آخر مرة سفيرًا ليوغوسلافيا في الجزائر واليابان وروسيا . وكان الشقيق الأكبر للرئيس اليوغسلافي والصربي السابق سلوبودان ميلوشيفيتش .

## سيرة شخصية
بدأ ميلوسيفيتش حياته المهنية في القطاع الدولي للجنة المركزية ضمن رابطة شيوعيي يوغسلافيا . بدأت مسيرته الدبلوماسية خلال سبعينيات القرن الماضي في الاتحاد السوفيتي . بفضل معرفته الممتازة باللغة الروسية أصبح المترجم الشخصي لتيتو خلال الاجتماعات السرية الأخيرة مع بريجنيف . في عام 1998 تم تعيينه سفيرا لجمهورية يوغوسلافيا الاتحادية في موسكو ، وهو المنصب الذي احتفظ به حتى تغييرات أكتوبر الخامس . بعد التنحي استمر في العيش في موسكو. توفي في مركز المستشفى السريري ودفن في Lijeva Rijeka ، الجبل الأسود .